# José Florentín
José Ignacio Florentín Bobadilla (Juan Emilio O'Leary, Paraguay; 5 de julio de 1996) es un futbolista paraguayo. Juega de centrocampista y su equipo actual es Central Córdoba de Santiago del Estero de la Primera División de Argentina.

## Trayectoria
Florentín se formó como jugador en las inferiores del Club Guaraní. A los 15 años se preparó un año en Gimnasia y Esgrima La Plata. En 2018 fue cedido al Rubio Ñu en la Segunda División de Paraguay. De regreso en Guaraní, debutó a los 23 años en la primera división. Sin ser considerado en un principio para el plantel, e incluso descartado pero llamado de regreso en 2020, se afianzó en el equipo titular en la temporada 2020.
En la temporada 2021 anotó 11 goles en la campaña del Guaraní.
En enero de 2022, se anunció su fichaje en el  Vélez Sarsfield de la Primera División de Argentina.
  Anotó su primer gol en su nuevo club, el 30 de abril en la victoria ante Tigre por 3-2.

## Selección nacional
En agosto de 2021, fue citado a la selección de Paraguay para las eliminatorias. Debutó el 2 de septiembre de 2021 ante en la derrota por 2-0 ante Ecuador.

## Estadísticas

### Clubes
Actualizado al último partido disputado el 21 de febrero de 2024.
| Club                      | Div.          | Temporada     | Liga  | Liga  | Copas nacionales | Copas nacionales | Copas internacionales | Copas internacionales | Total | Total |
| Club                      | Div.          | Temporada     | Part. | Goles | Part.            | Goles            | Part.                 | Goles                 | Part. | Goles |
| ------------------------- | ------------- | ------------- | ----- | ----- | ---------------- | ---------------- | --------------------- | --------------------- | ----- | ----- |
| Club Guaraní Paraguay     | 1.ª           | 2019          | 9     | 0     | 0                | 0                | 0                     | 0                     | 9     | 0     |
| Club Guaraní Paraguay     | 1.ª           | 2020          | 26    | 6     | 0                | 0                | 12                    | 2                     | 38    | 8     |
| Club Guaraní Paraguay     | 1.ª           | 2021          | 33    | 11    | 0                | 0                | 4                     | 1                     | 37    | 12    |
| Club Guaraní Paraguay     | Total club    | Total club    | 68    | 17    | 0                | 0                | 16                    | 3                     | 84    | 20    |
| Vélez Sarsfield Argentina | 1.ª           | 2022          | 22    | 3     | 3                | 0                | 9                     | 0                     | 34    | 3     |
| Vélez Sarsfield Argentina | 1.ª           | 2023          | 6     | 1     | 0                | 0                | 0                     | 0                     | 6     | 1     |
| Vélez Sarsfield Argentina | 1.ª           | 2024          | 0     | 0     | 4                | 0                | 0                     | 0                     | 4     | 0     |
| Vélez Sarsfield Argentina | Total club    | Total club    | 28    | 4     | 7                | 0                | 9                     | 0                     | 44    | 4     |
| Total carrera             | Total carrera | Total carrera | 96    | 21    | 7                | 0                | 25                    | 3                     | 128   | 24    |

## Palmarés

### Títulos nacionales
| Título         | Equipo                | Sede     | Año  |
| -------------- | --------------------- | -------- | ---- |
| Copa Argentina | Central Córdoba (SdE) | Santa Fe | 2024 |

## Denuncia por violación
En marzo de 2024, fue denunciado junto a otros 3 jugadores de Vélez Sarsfield por violar a una mujer en un hotel en la provincia argentina de San Miguel de Tucumán. Los jugadores señalados son José Florentín, Sebastián Sosa, Braian Cufré y Abiel Osorio. El expediente por el delito de abuso sexual con acceso carnal es investigado Unidad Fiscal de Abuso Contra la Integridad Sexual N.º 1 de Tucumán.

El club Vélez Sarsfield decidió separar a los cuatro jugadores de manera preventiva tras activar el protocolo que tienen para estos casos.